# 突尖短颈藓
突尖短颈藓（学名：Diphyscium rupestre）为短颈藓科短颈藓属下的一个种。